# Liga Europa da UEFA de 2022–23 – Fase Final
A Fase Final da Liga Europa da UEFA de 2022–23 foi disputada entre 16 de fevereiro até 31 de maio de 2023 com a final na Puskás Aréna, na cidade de Budapeste, Hungria. Um total de 24 equipes disputam esta fase.
Para as partidas do Play-offs o horário seguido é o fuso horário UTC+1. Já para as fases seguintes o horário seguido é o fuso horário UTC+2.

## Equipes classificadas
A Fase Final envolve 24 times: as 16 equipes que se classificaram como vencedores e vices de cada um dos oito grupos da Fase de Grupos, e os oito terceiros colocados  da fase de grupos da Liga dos Campeões
| Grupo | Líderes de grupo (Oitavas de Final) | Vice-líderes de grupo (Play-offs) | 3º lugar dos grupos da Liga dos Campeões (Play-offs) |
| ----- | ----------------------------------- | --------------------------------- | ---------------------------------------------------- |
| A     | Arsenal                             | PSV Eindhoven                     | Ajax                                                 |
| B     | Fenerbahçe                          | Rennes                            | Bayer Leverkusen                                     |
| C     | Betis                               | Roma                              | Barcelona                                            |
| D     | Union Saint-Gilloise                | Union Berlin                      | Sporting                                             |
| E     | Real Sociedad                       | Manchester United                 | Red Bull Salzburg                                    |
| F     | Feyenoord                           | Midtjylland                       | Shakhtar Donetsk                                     |
| G     | Freiburg                            | Nantes                            | Sevilla                                              |
| H     | Ferencváros                         | Monaco                            | Juventus                                             |

## Formato
Cada eliminatória, exceto a final, foi disputada em partidas de ida e volta. A equipe que marcar mais gols no total nas duas partidas avança para a próxima fase. Se o placar agregado estiver empatado, então a prorrogação é disputada – nessa edição, a regra do gol fora de casa foi abolida. Se nenhum gol for marcado durante a prorrogação para desempatar o placar agregado, os vencedores serão decididos por disputa por pênaltis. Na final, que será disputada em uma única partida, se o placar estiver empatado ao final do tempo normal, a prorrogação é disputada, seguida de uma disputa de pênaltis se o placar ainda estiver empatado.

## Calendário
O calendário é o seguinte (todos os sorteios são realizados na sede da UEFA em Nyon, Suíça).
| Fase             | Data do sorteio         | Partida de ida                                   | Partida de volta                                 |
| ---------------- | ----------------------- | ------------------------------------------------ | ------------------------------------------------ |
| Play-offs        | 7 de novembro de 2022   | 16 de fevereiro de 2023                          | 23 fevereiro de 2023                             |
| Oitavas de final | 24 de fevereiro de 2023 | 9 de março de 2023                               | 16 de março de 2023                              |
| Quartas de final | 17 de março de 2023     | 13 de abril de 2023                              | 20 de abril de 2023                              |
| Semifinais       | 17 de março de 2023     | 11 de maio de 2023                               | 18 de maio de 2023                               |
| Final            | 17 de março de 2023     | 31 de maio de 2023 na Puskás Aréna, em Budapeste | 31 de maio de 2023 na Puskás Aréna, em Budapeste |

## Play-offs
| Equipe 1          | Total       | Equipe 2          | 1.º jogo | 2.º jogo |
| ----------------- | ----------- | ----------------- | -------- | -------- |
| Barcelona         | 3–4         | Manchester United | 2–2      | 1–2      |
| Juventus          | 4–1         | Nantes            | 1–1      | 3–0      |
| Sporting          | 5–1         | Midtjylland       | 1–1      | 4–0      |
| Shakhtar Donetsk  | 3–3 (5-4 p) | Rennes            | 2–1      | 1–2      |
| Ajax              | 1–3         | Union Berlin      | 0–0      | 1–3      |
| Bayer Leverkusen  | 5–5 (5–3 p) | Monaco            | 2–3      | 3–2      |
| Sevilla           | 3–2         | PSV Eindhoven     | 3–0      | 0–2      |
| Red Bull Salzburg | 1–2         | Roma              | 1–0      | 0–2      |

### Partidas
| 16 de fevereiro de 2023 | Barcelona                        | 2 – 2  | Manchester United                | Camp Nou, Barcelona                           |
| 18:45                   | Marcos Alonso 50' · Raphinha 76' | Súmula | Rashford 52' · Koundé 59' (g.c.) | Público: 90 225 Árbitro: ITA Maurizio Mariani |

| 23 de fevereiro de 2023 | Manchester United     | 2 – 1  | Barcelona              | Old Trafford, Manchester                    |
| 21:00                   | Fred 47' · Antony 73' | Súmula | Lewandowski 18' (pen.) | Público: 73 021 Árbitro: FRA Clément Turpin |

Manchester United venceu por 4–3 no agregado.
| 16 de fevereiro de 2023 | Juventus     | 1 – 1  | Nantes   | Juventus Stadium, Turim                    |
| 21:00                   | Vlahović 13' | Súmula | Blas 60' | Público: 41 019 Árbitro: POR João Pinheiro |

| 23 de fevereiro de 2023 | Nantes | 0 – 3  | Juventus               | Stade de la Beaujoire, Nantes                            |
| 18:45                   |        | Súmula | Di María 5', 20' (pen) | Público: 44 000 Árbitro: ESP José María Sánchez Martínez |

Juventus venceu por 4–1 no agregado.
| 16 de fevereiro de 2023 | Sporting     | 1 – 1  | Midtjylland | Estádio José Alvalade, Lisboa                  |
| 21:00                   | Coates 90+4' | Súmula | Ashour 77'  | Público: 23 279 Árbitro: FRA François Letexier |

| 23 de fevereiro de 2023 | Midtjylland | 0 – 4  | Sporting                                         | MCH Arena, Herning                        |
| 18:45                   |             | Súmula | Coates 21' · Gonçalves 50', 77' · Gartenmann 85' | Público: 9 576 Árbitro: SVK Ivan Kružliak |

Sporting venceu por 5–1 no agregado.
| 16 de fevereiro de 2023 | Shakhtar Donetsk                     | 2 – 1  | Rennes          | Estádio Wojska Polskiego, Varsóvia        |
| 18:45                   | Kryskiv 11' · Bondarenko 45+1' (pen) | Súmula | Toko Ekambi 59' | Público: 13 415 Árbitro: BIH Irfan Peljto |

| 23 de fevereiro de 2023 | Rennes                       | 2 – 1  | Shakhtar Donetsk     | Roazhon Park, Rennes                        |
| 21:00                   | Toko Ekambi 52' · Salah 106' | Súmula | Belocian 119' (g.c.) | Público: 27 781 Árbitro: GER Tobias Stieler |

|                                              |       | Penalidades                                             |  |
| Doué Doku Meling Gouiri Tait Omari Ugochukwu | 4 – 5 | Nazaryna Sudakov Bondarenko Bondar Sikan Konoplia Kelsy |  |

3–3 no agregado. Shakhtar Donetsk venceu por 5–4 nos penâltis.
| 16 de fevereiro de 2023 | Ajax | 0 – 0  | Union Berlin | Johan Cruijff Arena, Amesterdão               |
| 18:45                   |      | Súmula |              | Público: 54 322 Árbitro: TUR Halil Umut Meler |

| 23 de fevereiro de 2023 | Union Berlin                                   | 3 – 1  | Ajax       | Alten Försterei, Berlim                              |
| 21:00                   | Knoche 20' (pen.) · Juranović 44' · Doekhi 50' | Súmula | Kudusi 47' | Público: 21 800 Árbitro: ESP Carlos del Cerro Grande |

Union Berlin venceu por 3–1 no agregado.
| 16 de fevereiro de 2023 | Bayer Leverkusen      | 2 – 3  | Monaco                                         | BayArena, Leverkusen                       |
| 21:00                   | Diaby 48' · Wirtz 59' | Súmula | Hrádecký 9' (g.c.) · Diatta 74' · Disasi 90+2' | Público: 27 684 Árbitro: ISR Orel Grinfeld |

| 23 de fevereiro de 2023 | Monaco                             | 2 – 3  | Bayer Leverkusen                    | Stade Louis II, Mónaco                                    |
| 18:45                   | Ben Yedder 19' (pen.) · Embolo 84' | Súmula | Wirtz 13' · Palacios 21' · Adli 58' | Público: 8 504 Árbitro: ESP Alejandro Hernández Hernández |

|                              |       | Penalidades                       |  |
| Disasi Matazo Embolo Volland | 3 – 5 | Azmoun Amiri Tapsoba Schick Diaby |  |

5–5 no agregado. Bayer Leverkusen venceu por 5–3 nos penâltis.
| 16 de fevereiro de 2023 | Sevilla                                    | 3 – 0  | PSV Eindhoven | Ramón Sánchez Pizjuán, Sevilha             |
| 21:00                   | En-Nesyri 45+2' · Ocampos 50' · Gudelj 55' | Súmula |               | Público: 29 593 Árbitro: ROU Radu Petrescu |

| 23 de fevereiro de 2023 | PSV Eindhoven             | 2 – 0  | Sevilla | Philips Stadion, Eindhoven                  |
| 18:45                   | De Jong 77' · Silva 90+5' | Súmula |         | Público: 34 000 Árbitro: ITA Daniele Orsato |

Sevilla venceu por 3–2 no agregado.
| 16 de fevereiro de 2023 | Red Bull Salzburg | 1 – 0  | Roma | Red Bull Arena, Salzburgo                  |
| 18:45                   | Capaldo 88'       | Súmula |      | Público: 29 520 Árbitro: NED Dennis Higler |

| 23 de fevereiro de 2023 | Roma                     | 2 – 0  | Red Bull Salzburg | Stadio Olimpico, Roma                      |
| 21:00                   | Belotti 33' · Dybala 40' | Súmula |                   | Público: 62 593 Árbitro: SLO Slavko Vinčić |

Roma venceu por 2–1 no agregado.

## Oitavas de final
| Equipe 1          | Total       | Equipe 2             | 1.º jogo | 2.º jogo |
| ----------------- | ----------- | -------------------- | -------- | -------- |
| Union Berlin      | 3–6         | Union Saint-Gilloise | 3−3      | 0–3      |
| Sevilla           | 2–1         | Fenerbahçe           | 2−0      | 0–1      |
| Juventus          | 3–0         | Freiburg             | 1−0      | 2–0      |
| Bayer Leverkusen  | 4–0         | Ferencváros          | 2−0      | 2–0      |
| Sporting          | 3–3 (5–4 p) | Arsenal              | 2−2      | 1–1      |
| Manchester United | 5–1         | Betis                | 4−1      | 1–0      |
| Roma              | 2–0         | Real Sociedad        | 2−0      | 0–0      |
| Shakhtar Donetsk  | 2–8         | Feyenoord            | 1−1      | 1–7      |

### Partidas
| 9 de março de 2023 | Union Berlin                            | 3 – 3  | Union Saint-Gilloise              | Stadion An der Alten Försterei, Berlim     |
| 18:45 (UTC+1)      | Juranović 42' · Knoche 69' · Michel 89' | Súmula | Boniface 28', 72' · Vertessen 58' | Público: 21 605 Árbitro: ISR Orel Grinfeld |

| 16 de março de 2023 | Union Saint-Gilloise                     | 3 – 0  | Union Berlin | Constant Vanden Stock Stadium, Anderlecht                |
| 21:00 (UTC+1)       | Teuma 18' · Lazare 63' · Lapoussin 90+4' | Súmula |              | Público: 15 681 Árbitro: ESP José María Sánchez Martínez |

Union Saint-Gilloise venceu por 6–3 no placar agregado.
| 9 de março de 2023 | Sevilla                 | 2 – 0  | Fenerbahçe | Estádio Ramón Sánchez Pizjuán, Sevilha         |
| 21:00 (UTC+1)      | Jordán 56' · Lamela 85' | Súmula |            | Público: 24 480 Árbitro: FRA François Letexier |

| 16 de março de 2023 | Fenerbahçe         | 1 – 0  | Sevilla | Estádio Şükrü Saraçoğlu, Istambul           |
| 20:45 (UTC+3)       | Valencia 41' (pen) | Súmula |         | Público: 44 775 Árbitro: ENG Michael Oliver |

Sevilla venceu por 2–1 no placar agregado.
| 9 de março de 2023 | Juventus     | 1 – 0  | Freiburg | Juventus Stadium, Turim                              |
| 21:00 (UTC+1)      | Di María 53' | Súmula |          | Público: 37 474 Árbitro: GRE Anastasios Sidiropoulos |

| 16 de março de 2023 | Freiburg | 0 – 2  | Juventus                          | Europa-Park Stadion, Friburgo                 |
| 18:45 (UTC+1)       |          | Súmula | Vlahović 45' (pen) · Chiesa 90+5' | Público: 33 420 Árbitro: NED Serdar Gözübüyük |

Juventus venceu por 3–0 no placar agregado.
| 9 de março de 2023 | Bayer Leverkusen           | 2 – 0  | Ferencváros | BayArena, Leverkusen                      |
| 18:45 (UTC+1)      | Demirbay 10' · Tapsoba 86' | Súmula |             | Público: 25 001 Árbitro: ITA Davide Massa |

| 16 de março de 2023 | Ferencváros | 0 – 2  | Bayer Leverkusen    | Puskás Aréna, Budapeste                        |
| 21:00 (UTC+1)       |             | Súmula | Diaby 3' · Adli 81' | Público: 50 675 Árbitro: PRT Artur Soares Dias |

Bayer Leverkusen venceu por 4–0 no placar agregado.
| 9 de março de 2023 | Sporting                  | 2 – 2  | Arsenal                        | Estádio José Alvalade, Lisboa               |
| 18:45 (UTC+0)      | Inácio 34' · Paulinho 55' | Súmula | Saliba 22' · Morita 62' (g.c.) | Público: 36 006 Árbitro: GER Tobias Stieler |

| 16 de março de 2023 | Arsenal   | 1 – 1  | Sporting      | Emirates Stadium, Londres                        |
| 20:00 (UTC+0)       | Xhaka 19' | Súmula | Gonçalves 62' | Público: 59 929 Árbitro: ESP Antonio Mateu Lahoz |

|                                   |     | Penalidades                          |  |
| Ødegaard Saka Trossard Martinelli | 3–5 | St. Juste Esgaio Inácio Gomes Santos |  |

3–3 no agregado. Sporting venceu por 5–4 nos penâltis.
| 9 de março de 2023 | Manchester United                                       | 4 – 1  | Betis     | Old Trafford, Manchester                    |
| 20:00 (UTC+0)      | Rashford 6' · Antony 52' · Fernandes 58' · Weghorst 84' | Súmula | Pérez 32' | Público: 72 998 Árbitro: GER Daniel Siebert |

| 16 de março de 2023 | Betis | 0 – 1  | Manchester United | Estádio Benito Villamarín, Sevilha           |
| 18:45 (UTC+1)       |       | Súmula | Rashford 56'      | Público: 54 643 Árbitro: SER Srđan Jovanović |

Manchester United venceu por 5–1 no placar agregado.
| 9 de março de 2023 | Roma                           | 2 – 0  | Real Sociedad | Estádio Olímpico de Roma, Roma              |
| 18:45 (UTC+1)      | El Shaarawy 13' · Kumbulla 87' | Súmula |               | Público: 61 608 Árbitro: SWI Sandro Schärer |

| 16 de março de 2023 | Real Sociedad | 0 – 0  | Roma | Estádio Anoeta, San Sebastián              |
| 21:00 (UTC+1)       |               | Súmula |      | Público: 35 054 Árbitro: ROM István Kovács |

Roma venceu por 2–0 no placar agregado.
| 9 de março de 2023 | Shakhtar Donetsk | 1 – 1  | Feyenoord    | Estádio Wojska Polskiego, Varsóvia         |
| 21:00 (UTC+1)      | Rakitskyi 79'    | Súmula | Bullaude 88' | Público: 17 423 Árbitro: SVK Ivan Kružliak |

| 16 de março de 2023 | Feyenoord                                                                            | 7 – 1  | Shakhtar Donetsk | Estádio De Kuip, Roterdão                      |
| 18:45 (UTC+1)       | Giménez 9' · Kökçü 24', 38' (pen.) · Idrissi 49', 60' · Jahanbakhsh 64' · Danilo 67' | Súmula | Kelsy 87'        | Público: 37 500 Árbitro: ESP Jesús Gil Manzano |

Feyenoord venceu por 8–2 no placar agregado.

## Quartas de final
| Equipe 1          | Total     | Equipe 2             | 1.º jogo | 2.º jogo |
| ----------------- | --------- | -------------------- | -------- | -------- |
| Manchester United | 2–5       | Sevilla              | 2−2      | 0–3      |
| Juventus          | 2−1       | Sporting             | 1−0      | 1–1      |
| Feyenoord         | 2–4 (pro) | Roma                 | 1−0      | 1–4      |
| Bayer Leverkusen  | 5–2       | Union Saint-Gilloise | 1−1      | 4–1      |

### Partidas
| 13 de abril de 2023 | Manchester United | 2 – 2  | Sevilla                     | Old Trafford, Manchester                  |
| 21:00               | Sabitzer 14', 21' | Súmula | Malacia 84' · Maguire 90+2' | Público: 72 825 Árbitro: GER Felix Zwayer |

| 20 de abril de 2023 | Sevilla                       | 3 – 0  | Manchester United | Estádio Ramón Sánchez Pizjuán, Sevilha         |
| 21:00               | En-Nesyri 08', 81' · Badé 47' | Súmula |                   | Público: 41 974 Árbitro: POR Artur Soares Dias |

Sevilla venceu por 5–2 no placar agregado.
| 13 de abril de 2023 | Juventus  | 1 – 0  | Sporting | Juventus Stadium, Turim                       |
| 21:00               | Gatti 73' | Súmula |          | Público: 38 490 Árbitro: TUR Halil Umut Meler |

| 20 de abril de 2023 | Sporting    | 1 – 1  | Juventus   | Estádio José Alvalade, Lisboa                  |
| 21:00               | Edwards 20' | Súmula | Rabiot 09' | Público: 45 903 Árbitro: FRA François Letexier |

Juventus venceu por 2–1 no placar agregado.
| 13 de abril de 2023 | Bayer Leverkusen | 1 – 1  | Union Saint-Gilloise | BayArena, Leverkusen                       |
| 21:00               | Wirtz 62'        | Súmula | Boniface 51'         | Público: 30 210 Árbitro: SLO Ivan Kružliak |

| 20 de abril de 2023 | Union Saint-Gilloise | 1 – 4  | Bayer Leverkusen                                   | Constant Vanden Stock Stadium, Anderlecht        |
| 21:00               | Terho 65'            | Súmula | Diaby 02' · Bakker 38' · Frimpong 60' · Hložek 79' | Público: 17 069 Árbitro: ESP Antonio Mateu Lahoz |

Bayer Leverkusen venceu por 5–2 no placar agregado.
| 13 de abril de 2023 | Feyenoord   | 1 – 0  | Roma | Estádio De Kuip, Roterdão                                |
| 21:00               | Wieffer 53' | Súmula |      | Público: 42 960 Árbitro: ESP José María Sánchez Martínez |

| 20 de abril de 2023 | Roma                                                                         | 4 – 1  | Feyenoord  | Estádio Olímpico de Roma, Roma              |
| 21:00               | Spinazzola 60' · Dybala 89' · El Shaarawy 101' (pro) · Pellegrini 108' (pro) | Súmula | Paixão 80' | Público: 66 742 Árbitro: ING Anthony Taylor |

Roma venceu por 4–2 no placar agregado.

## Semifinais
| Equipe 1 | Total | Equipe 2         | 1.º jogo | 2.º jogo |
| -------- | ----- | ---------------- | -------- | -------- |
| Juventus | 2–3   | Sevilla          | 1–1      | 1–2      |
| Roma     | 1–0   | Bayer Leverkusen | 1–0      | 0–0      |

### Partidas
| 11 de maio de 2023 | Juventus    | 1 – 1     | Sevilla       | Juventus Stadium, Turin                     |
| 21:00 (UTC+1)      | Gatti 90+7' | Relatório | En-Nesyri 26' | Público: 34 816 Árbitro: ALE Daniel Siebert |

| 18 de maio de 2023 | Sevilla                     | 2 – 1 | Juventus     | Estádio Ramón Sánchez Pizjuán, Sevilha |
| 21:00 (UTC+1)      | Suso 71' · Lamela 95' (pro) |       | Vlahivić 65' |                                        |

Sevilla venceu por 3–2 no placar agregado
| 11 de maio de 2023 | Roma     | 1 – 0     | Bayer Leverkusen | Estádio Olímpico de Roma, Roma              |
| 21:00 (UTC+1)      | Bove 62' | Relatório |                  | Público: 63 123 Árbitro: ING Michael Oliver |

| 18 de maio de 2023 | Bayer Leverkusen | 0–0 | Roma | BayArena, Leverkusen |
| 21:00 (UTC+1)      |                  |     |      |                      |

Roma venceu por 1–0 no placar agregado

## Final
A final foi disputada em 31 de maio de 2023 na Puskás Arena, em Budapeste . Foi realizado um sorteio a 17 de março de 2023, após os sorteios dos quartos-de-final e das meias-finais, para determinar a equipa "da casa" para efeitos administrativos. 
| 31 de maio de 2023 | Sevilla              | 1 – 1     | Roma             | Puskás Aréna, Budapeste                     |
| 21:00 (UTC+2)      | Gianluca Mancini 55' | Relatório | Paulo Dybala 35' | Público: 61 476 Árbitro: ENG Anthony Taylor |

|                                                        |       | Penalidades                                   |  |
| Lucas Ocampos Erik Lamela Ivan Rakitić Gonzalo Montiel | 4 – 1 | Bryan Cristante Gianluca Mancini Roger Ibañez |  |